# Баркалая, Нино Оттовна
Нино Оттовна Баркалая — российская пианистка, органистка, музыковед. Ведёт активную исполнительскую деятельность в России и за рубежом. Выступает с сольными программами и в ансамбле с известными музыкантами. Удостоена звания Кавалера Ордена искусств и литературы Франции за пропаганду французской современной музыки и вклад в культурное сотрудничество между Россией и Францией.

## Биография
В 1989 г. окончила Музыкальное училище при Московской консерватории. С отличием окончила Московскую консерваторию и аспирантуру по трем специальностям (класс фортепиано проф. М. Межлумова, класс органа проф. Н. Гуреевой, класс музыковедения проф. В. Холоповой). Защитила диссертацию «Эстетика и композиторская техника Николая Обухова в контексте русского и французского модернизма». Нино Баркалая имеет учёную степень Доктора эстетики и музыковедения Университета Париж 8. Участвует в организации и проведении многих всероссийских и международных фестивалей: «Оливье Мессиан и его школа», «На рубеже веков» (Москва), фестиваль современной музыки «Московская осень», фестиваль «Весна в России», музыкальный фестиваль в Трире (Германия), фестиваль «Арт-ноябрь» и др.
Преподает в Московской консерватории. Дает мастер классы и читает лекции в России, Грузии, европейских университетах. Автор многих статей в области музыковедения.

## Концертная деятельность
Обширный исполнительский репертуар пианистки включает в себя как классические произведения, так и сочинения современных композиторов. Баркалая открыла для специалистов и широкой публики творчество русско-французского композитора Николая Обухова. Исполнила все сочинения для фортепиано Софии Губайдулиной. Знакомит слушателей с редкоисполняемыми сочинениями русских композиторов-авангардистов начала XX века Н. Обухова, И. Вышнеградского, А. Лурье, Н. Мосолова. Исследует творческое наследие композитора В. Гайгеровой и включает ее произведения в свой репертуар. Исполняет сочинения новейшей музыки современных авторов: Ги Ребеля (Франция), П. Булеза, А. Пярта, Г. Канчели, Б. Виванкоса, А. Штайнекера. Активно пропагандирует творчество молодых композиторов разных стран.

## Дискография
- 2012. Николай Обухов. Звучащий Крест (Croix Sonore). Нино Баркалая (ф-но). CD, FLAG, Moscow State Tchaikovsky Conservatoire